# Goniothalamus shraddhae
Goniothalamus shraddhae este o specie de plante din genul Goniothalamus, familia Annonaceae, descrisă de S. R. Dutta și Sarah M. Almeida. Conform Catalogue of Life specia Goniothalamus shraddhae nu are subspecii cunoscute.